# Высокое (Донецкая область)
Высо́кое (укр. Високе) — посёлок, входит в Макеевский городской совет Донецкой области Украины. Находится под контролем самопровозглашённой Донецкой Народной Республики.

## География

#### Соседние населённые пункты по странам света
С: Межевое
СЗ: Маяк, город Макеевка
З: город Донецк
СВ: Шевченко, Холмистое
В: Грузско-Зорянское
ЮЗ: Октябрьское
ЮВ: Грузско-Ломовка
Ю: город Моспино

## Население
Население по переписи 2001 года составляло 577 человек.

## Общая информация
Почтовый индекс — 86196. Телефонный код — 6232. Код КОАТУУ — 1413569200.

## Местный совет
86195, Донецкая обл., Макеевский городской совет, с. Грузско-Зорянское, ул. Центральная, 13, 6-14-46 